# Hedvig Sofia av Sverige
För fartygen, se HMS Prinsessan Hedvig Sofia.
Hedvig Sofia av Sverige, född 26 juni 1681, död 12 december 1708, var svensk prinsessa, hertiginna och senare regent av Holstein-Gottorp, äldsta dotter till Karl XI av Sverige och Ulrika Eleonora d.ä., syster till Karl XII och Ulrika Eleonora d.y., kusin till August den starke och Fredrik IV av Danmark. Hon ingick 1698 äktenskap med sin kusin Fredrik IV av Holstein-Gottorp.

## Biografi

### Uppväxt

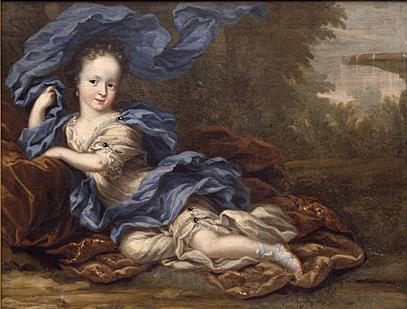
Prinsessan Hedvig Sofia som barn; porträtt av David Klöcker Ehrenstrahl.

Hedvig Sofia placerades 1681 under vårdnad av sin hovmästarinna (guvernant) Hedvig Margareta von Parr (1620–1686).
Hon hade under sin uppväxt ett nära förhållande till sin bror Karl. En stor del av barndomen tillbringades på Karlbergs slott, där hon hade en egen trädgård, "Prinsessan Hedvig Sofias Lilla trädgård", med örter och blommor. Efter moderns död 1693 omhändertogs hon av farmodern, änkedrottning Hedvig Eleonora, vars favorit bland barnbarnen hon då blev och fortsatte att vara. Hennes kanske främsta föräldragestalt var dock Juliana Schierberg, som fortsatt kom att utöva stort inflytande över henne. 
Hedvig Sofia beskrivs som frisk och duktig, munter och glad, och det noteras att fadern bröt mot sin vanliga stränga ekonomi och slösade mycket pengar på henne. Hon fick tidigt följa honom på hans jaktpartier. Hon skall ha varit duktig i sina studier och på att måla. Hon undervisades av kanslisten Coelestin Friedrick Gutermuth i kristendom, svenska, tyska, franska, historia och geografi. Hon beskrivs som vacker, men sägs också ha haft kluvna tummar, det vill säga två tummar vid varje hand. Prinsessan ska dock ha dolt detta mycket skickligt. Som person beskrivs hon som svärmisk och passionerad men samtidigt värdig.

### Hertiginna
Hedvig Sofia gifte sig 1698 på Karlbergs slott med sin kusin Fredrik IV av Holstein-Gottorp. Äktenskapet var ett arrangerat, politiskt parti. Fredrik hade från 1687 ofta besökt Sverige under hennes uppväxt, och deras giftermål var bestämt mycket tidigt; redan 1694 var äktenskapet i princip bestämt, men hade skjutits upp på grund av hennes ålder. Vid tidpunkten för vigseln hade han blivit beryktad för sexuella utsvävningar, något Hedvig Sofia tyckte illa om, och äktenskapet blev aldrig lyckligt. 

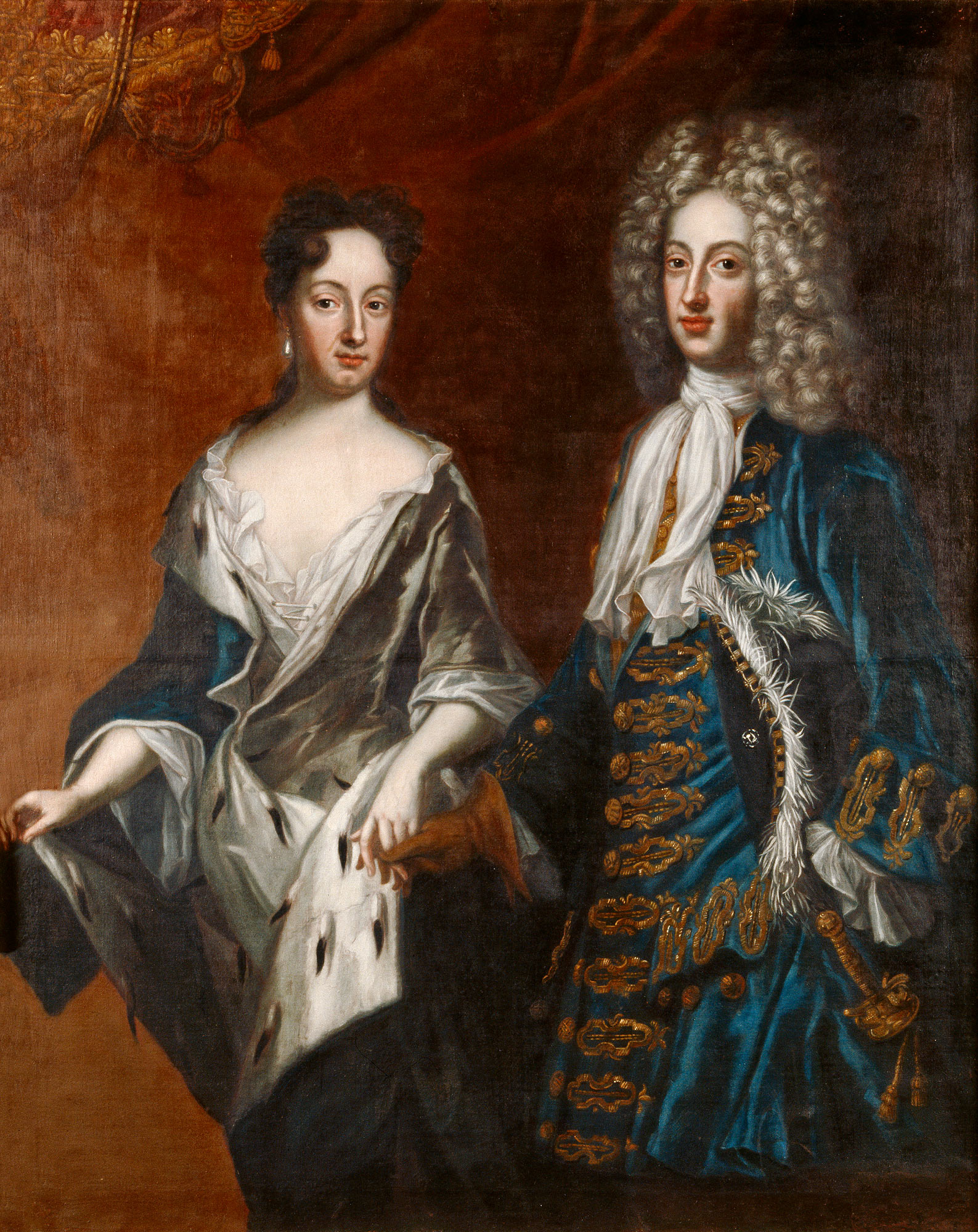
Porträtt på Hedvig Sofia, tillsammans med maken Fredrik IV.

I samband med bröllopet arrangerades en mängd påkostade fester vid svenska hovet, tillställningar som fått namnet "Gottorpska" eller "Holsteinska raseriet". Hon följde med maken till dennes hem i Kiel i Holstein-Gottorp efter bröllopet 1698. Paret återvände 1699 till Sverige, där hon levde resten av sitt liv. De var inbjudna av Karl XII att tills vidare bosätta sig i Sverige, och lämnade området som just då hotades av krigstillstånd med Danmark, och maken förde med sig Holstein-Gottorps hela kansli och regering. För att fira deras ankomst inleddes ett nytt hektiskt nöjesliv vid svenska hovet – i början av år 1700 hölls tre stora maskeradbaler till stora kostnader.    
Hedvig Sofia beskrivs som en skönhet intresserad av mode och var känd vid svenska hovet som "Den glada prinsessan". Hon utgjorde en centralfigur vid det svenska hovets sällskapsliv, och efter hennes död ska stämningen vid hovet ha blivit dystrare och nöjeslivet i stort försvunnit därifrån. Liksom sin syster Ulrika Eleonora hade hon en fin sångröst och musikalisk begåvning som hon också utvecklade väl: medan systern spelade klavecin inriktade sig Hedvig Sofia på sång, och hon uppträdde ofta vid de musikaliska aftnarna vid hovet i Kungshuset. Som sångerska berömdes hon en gång av en poet med orden: "När ditt ljud är naturens mästerstycke/var är den röst, som dig kan göra nöjd?" Liksom sin syster försökte hon flera gånger få tillstånd av Karl XII att besöka honom ute i krigslägren, i likhet med andra kvinnor ur samma samhällsklass, men han vägrade varje gång att ge sitt tillstånd till besök.

### Regent

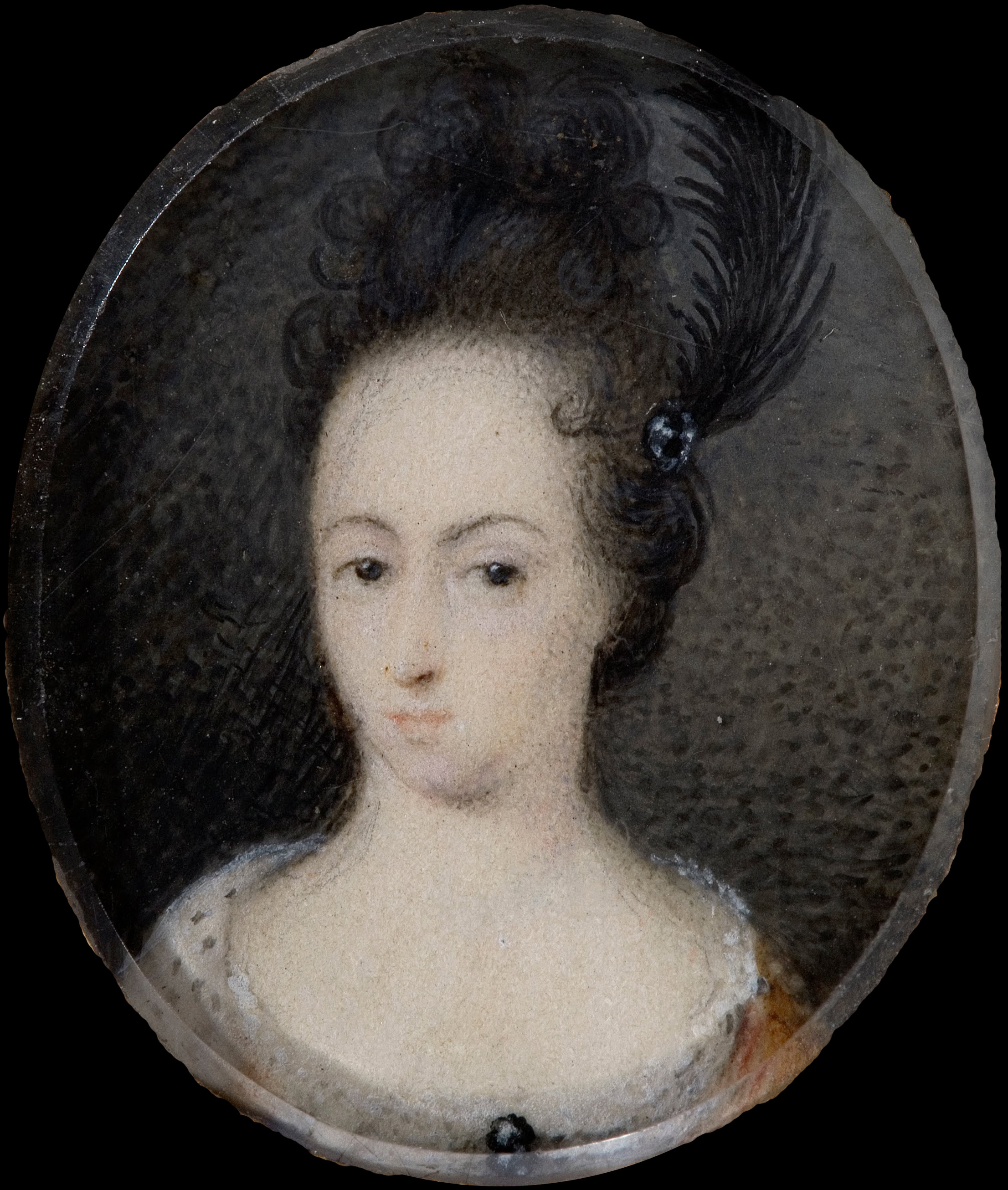
Miniatyrporträtt föreställande Hedvig Sofia, av David von Krafft, från cirka år 1700.

År 1702 blev hon änka och som förmyndare regent i Holstein-Gottorp för sin minderårige son. Hon överlät dock styret till administratörer och fortsatte att bo vid det svenska hovet. I egenskap av regent såg hon till att bevara Holstein-Gottorps gamla allians med Sverige mot Danmark: det ledde med tiden till slitningar med administratörerna i Holstein-Gottorp, men hennes linje bevarades fram till hennes död och någon öppen brytning skedde aldrig. 1705 uttryckte hon en önskan att besöka Holstein-Gottorp, men Karl XII bad henne att stanna i Sverige. Hon mottog flera frierier, från olika tyska furstar och från den blivande Georg I av Storbritannien, men vägrade att ingå ett nytt arrangerat äktenskap. Hon hade vid denna tid ett förhållande med kammarherren greve Olof Gyllenborg, som hon hade känt redan innan sitt giftermål. Han ska ha bekänt sina känslor för henne sedan hon blivit änka, och skrev en del poem till henne, där han beskrev hur en hemlig kärlek måste bekännas hellre än dö.    
Hedvig Sofia ansågs ha inflytande över sin bror Karl XII. Greve Magnus Stenbock ber 1 oktober 1702 sin hustru Eva Oxenstierna att övertala Hedvig Sofia till att förmå Karl XII att sluta fred, samt att hon utnyttjar sina kontakter för att få riksdagen att kontakta Hedvig Sofia i samma ärende. Fram till sin död var hon i realiteten Sveriges tronarvinge. Under hennes ledning blev det "Gottorpska partiet" ledande i striden om Sveriges tronföljd efter hennes barnlöse och ogifte bror ända fram till hennes död. 
Hon brevväxlade med sin bror kungen, som tyckte mycket om henne och tog hennes död mycket hårt. Hedvig Sofia avled i smittkoppor en natt i december 1708. Hon hade smittats av sin son, som hon vårdat frisk från samma sjukdom. Vid hennes död uttrycktes allmän landssorg. Hedvig Sofia bisattes i Riddarholmskyrkan på sorgläger, men begravdes inte. Strax efter detta blev Karl XII besegrad vid slaget vid Poltava i juni 1709 och tvingades fly söderut, och eftersom man ville inhämta hans beslut om hur begravningen skulle skötas, blev saken uppskjuten. Hennes kista stod obegravd kvar i Riddarholmskyrkan fram till att även hennes farmor Hedvig Eleonora avled 1715. I fruktan för att Karl XII skulle ge order om en påkostad begravning, som man vid det laget inte hade råd med, begravde man båda två snabbt och under enkla former år 1716.

## Barn
1. Karl Fredrik av Holstein-Gottorp (1700–1739), svensk tronpretendent

## Anfäder
|              |  |  |  |  |  |  |  |                            |  |  |  |  |  |  |  |                                       |  |  |  |  |  |  |  | Johan Kasimir av Pfalz-Zweibrücken |
|              |  |  |  |  |  |  |  |                            |  |  |  |  |  |  |  |                                       |  |  |  |  |  |  |  |                                    |
|              |  |  |  |  |  |  |  |                            |  |  |  |  |  |  |  | Karl X Gustav                         |  |  |  |  |  |  |  |                                    |
|              |  |  |  |  |  |  |  |                            |  |  |  |  |  |  |  |                                       |  |  |  |  |  |  |  |                                    |
|              |  |  |  |  |  |  |  |                            |  |  |  |  |  |  |  |                                       |  |  |  |  |  |  |  | Katarina av Sverige                |
|              |  |  |  |  |  |  |  |                            |  |  |  |  |  |  |  |                                       |  |  |  |  |  |  |  |                                    |
|              |  |  |  |  |  |  |  | Karl XI                    |  |  |  |  |  |  |  |                                       |  |  |  |  |  |  |  |                                    |
|              |  |  |  |  |  |  |  |                            |  |  |  |  |  |  |  |                                       |  |  |  |  |  |  |  |                                    |
|              |  |  |  |  |  |  |  |                            |  |  |  |  |  |  |  |                                       |  |  |  |  |  |  |  | Fredrik III av Holstein-Gottorp    |
|              |  |  |  |  |  |  |  |                            |  |  |  |  |  |  |  |                                       |  |  |  |  |  |  |  |                                    |
|              |  |  |  |  |  |  |  |                            |  |  |  |  |  |  |  | Hedvig Eleonora av Holstein-Gottorp   |  |  |  |  |  |  |  |                                    |
|              |  |  |  |  |  |  |  |                            |  |  |  |  |  |  |  |                                       |  |  |  |  |  |  |  |                                    |
|              |  |  |  |  |  |  |  |                            |  |  |  |  |  |  |  |                                       |  |  |  |  |  |  |  | Marie Elisabeth av Sachsen         |
|              |  |  |  |  |  |  |  |                            |  |  |  |  |  |  |  |                                       |  |  |  |  |  |  |  |                                    |
| Hedvig Sofia |  |  |  |  |  |  |  |                            |  |  |  |  |  |  |  |                                       |  |  |  |  |  |  |  |                                    |
|              |  |  |  |  |  |  |  |                            |  |  |  |  |  |  |  |                                       |  |  |  |  |  |  |  | Kristian IV av Danmark             |
|              |  |  |  |  |  |  |  |                            |  |  |  |  |  |  |  |                                       |  |  |  |  |  |  |  |                                    |
|              |  |  |  |  |  |  |  |                            |  |  |  |  |  |  |  | Fredrik III av Danmark                |  |  |  |  |  |  |  |                                    |
|              |  |  |  |  |  |  |  |                            |  |  |  |  |  |  |  |                                       |  |  |  |  |  |  |  |                                    |
|              |  |  |  |  |  |  |  |                            |  |  |  |  |  |  |  |                                       |  |  |  |  |  |  |  | Anna Katarina av Brandenburg       |
|              |  |  |  |  |  |  |  |                            |  |  |  |  |  |  |  |                                       |  |  |  |  |  |  |  |                                    |
|              |  |  |  |  |  |  |  | Ulrika Eleonora av Danmark |  |  |  |  |  |  |  |                                       |  |  |  |  |  |  |  |                                    |
|              |  |  |  |  |  |  |  |                            |  |  |  |  |  |  |  |                                       |  |  |  |  |  |  |  |                                    |
|              |  |  |  |  |  |  |  |                            |  |  |  |  |  |  |  |                                       |  |  |  |  |  |  |  | Georg av Braunschweig-Lüneburg     |
|              |  |  |  |  |  |  |  |                            |  |  |  |  |  |  |  |                                       |  |  |  |  |  |  |  |                                    |
|              |  |  |  |  |  |  |  |                            |  |  |  |  |  |  |  | Sofia Amalia av Braunschweig-Lüneburg |  |  |  |  |  |  |  |                                    |
|              |  |  |  |  |  |  |  |                            |  |  |  |  |  |  |  |                                       |  |  |  |  |  |  |  |                                    |
|              |  |  |  |  |  |  |  |                            |  |  |  |  |  |  |  |                                       |  |  |  |  |  |  |  | Anna Eleonora av Hessen-Darmstadt  |
|              |  |  |  |  |  |  |  |                            |  |  |  |  |  |  |  |                                       |  |  |  |  |  |  |  |                                    |